# ميخائيل غاريت
ميخائيل غاريت (بالإنجليزية: Michael Garrett)‏ هو ملحن وعازف بيانو بريطاني، ولد في 1944 في ليسترشير في المملكة المتحدة.

## روابط خارجية
- ميخائيل غاريت على موقع IMDb (الإنجليزية)
- ميخائيل غاريت على موقع قاعدة بيانات الفيلم (الإنجليزية)